# Ascolepis erythrocephala
Ascolepis erythrocephala är en halvgräsart som beskrevs av Sheila Spenser Hooper. Ascolepis erythrocephala ingår i släktet Ascolepis och familjen halvgräs. Inga underarter finns listade i Catalogue of Life.